# Libertiner (album)
 Denne artikel omhandler et album af L.O.C.. Opslagsordet har også en anden betydning, se Libertiner.
Libertiner er det femte studiealbum fra den danske rapper L.O.C., der blev udgivet den 14. marts 2011 på Virgin Records. Modsat det forrige album, Melankolia / XXX Couture (2008) er Libertiner ikke et konceptalbum, men tager udgangspunkt i L.O.C.'s liv og erfaringer med fokus på dekadence. Albummet skulle oprindeligt hedde Imens jeg venter på at dø, men L.O.C. mente det mindede for meget om hans sideprojekt Selvmord. Om albummet fortæller L.O.C., "Libertiner er min hyldest til vores smukke ignorance, og den fantastiske afvigende adfærd den fører med sig. Det er ufiltrerede tanker fra en egoist med det, efterhånden normale, synspunkt at selvdestruktiv er det nye glad." Albummet har affødt hitsinglerne "Ung for evigt" og "Momentet", der begge har modtaget platin for streaming. Begge sange var blandt de 10 mest spillede sange på P3 i 2011.
Libertiner debuterede på førstepladsen af hitlisten, med 8107 solgte eksemplarer i den første uge. Albummet blev i juli 2011 certificeret platin for 20.000 bestilte eksemplarer. Ved Danish Music Awards 2011 vandt albummet prisen for Årets danske urbanudgivelse. Libertiner var det tiende mest solgte album i 2011 i Danmark.

## Singler
"Ung for evigt" blev udgivet som første single den 7. februar 2011. Sangen omhandler "den desperation folk har efter opmærksomhed [...] en fremstilling af, at vi alle sammen indeholder det, og hvis man bare står ved, at det er sådan man tænker, bliver det jo en stor fest det hele, for så kan vi jo stå sammen om, at vi faktisk alle sammen er en lille smule modbydelige i vores tankegang. Der er så mange af os, der hele tiden gør noget for at få opmærksomhed." Singlen debuterede som #2 på hitlisten, og modtog i september 2011 guld for 15.000 downloads.
Den 6. maj 2011 udkom "Momentet" som albummets anden single. Sangen opsummerer hyldest som albummets tema, "Den tager mange af pladens emner ind og lægger dem på bordet og viser, at man godt kan smile alligevel [...] for der er sgu ikke noget, der er så slemt, at det ikke er godt for noget, haha!" Nummeret gæstes af rapperen U$O, og opnåede en placering som #3 på hitlisten. Singlen modtog platin i november 2011.
"Langt ude" blev udgivet som albummets tredje og sidste single den 7. oktober 2011. Singlen har modtaget platin for streaming.

## Spor
Alt tekst skrevet af Liam O'Connor, undtagen "Momentet" skrevet af Liam O'Connor og U$O. 
| #   | Titel                                | Producer(e)                  | Længde |
| --- | ------------------------------------ | ---------------------------- | ------ |
| 1.  | "Flamboyant"                         | Rune Rask, Jonas Vestergaard | 3:46   |
| 2.  | "Vågen"                              | Rask, Vestergaard            | 3:41   |
| 3.  | "Ung for evigt"                      | Rask, Vestergaard            | 3:20   |
| 4.  | "StarFuckMig"                        | DJ Farhot                    | 3:16   |
| 5.  | "Min parafili"                       | Rask, Vestergaard            | 2:43   |
| 6.  | "Efterspil"                          | Rask, Vestergaard            | 1:05   |
| 7.  | "Libertiner" (featuring Johan Olsen) | Rask, Vestergaard            | 3:00   |
| 8.  | "Langt ude"                          | Rask, Vestergaard            | 3:15   |
| 9.  | "Når jeg har jer"                    | DJ Farhot                    | 3:41   |
| 10. | "Forspil"                            | Rask, Vestergaard            | 2:20   |
| 11. | "Endnu mere"                         | Rask, Vestergaard            | 3:37   |
| 12. | "Rigtig"                             | Rask, Vestergaard            | 3:37   |
| 13. | "Momentet" (featuring U$O)           | DJ Farhot                    | 3:49   |

| 14. | "Libertiner" (featuring Johan Olsen) (Rune RK remix) | 7:00 |
| 15. | "Frk. Escobar" (Live Roskilde Festival 2011)         | 3:31 |
| 16. | "Undskyld" (Live Roskilde Festival 2011)             | 4:32 |
| 17. | "XxxCouture" (Live Roskilde Festival 2011)           | 4:06 |

## Hitlister og certificeringer
| Hitliste (2011) | Højeste placering |
| --------------- | ----------------- |
| Danmark         | 1                 |

| Hitliste (2011) | Placering |
| --------------- | --------- |
| Danmark         | 10        |
| Hitliste (2012) | Placering |
| Danmark         | 79        |

| Land (Organisation) | Certificering |
| ------------------- | ------------- |
| Danmark (IFPI)      | Platin        |

| År                                                               | Titel                      | Højeste placering | Højeste placering | Højeste placering | Certificering                               |
| År                                                               | Titel                      | Download          | Streaming         | Airplay           | Certificering                               |
| ---------------------------------------------------------------- | -------------------------- | ----------------- | ----------------- | ----------------- | ------------------------------------------- |
| 2011                                                             | "Ung for evigt"            | 1                 | 1                 | 1                 | - Guld (download) - Platin (streaming)      |
| 2011                                                             | "Momentet" (featuring U$O) | 3                 | 9                 | 5                 | - Platin (download) - 2× Platin (streaming) |
| 2011                                                             | "Langt ude"                | 22                | —                 | —                 | - Platin (streaming)                        |
| "—" markerer en udgivelse der ikke opnåede en hitlisteplacering. |                            |                   |                   |                   |                                             |